# Sönner Skallbergstjärnen
Sönner Skallbergstjärnen är en sjö i Torsby kommun i Värmland och ingår i Göta älvs huvudavrinningsområde.